# Route 8 (Île-du-Prince-Édouard)
La Route 8 est une route secondaire de 21,5 km (13,4 mi) dans le centre de l'Île-du-Prince-Édouard.
La route 8 débute à l'intersection de la route 1A à Ross Corner, au sud de Summerside comme Freetown Road. Elle se dirige vers l'est jusqu'à Summerfield où elle rencontre la route 2. Elle forme un court multiplex avec celle-ci et continue vers le nord-est en devenant Graham's Road. Elle atteint la route 6 à New London et prend fin. Son prolongement devient la route 20.

## Intersections majeures
| Comté                                         | Ville          | km    | Destinations                                                   | Notes                                         |
| --------------------------------------------- | -------------- | ----- | -------------------------------------------------------------- | --------------------------------------------- |
| Prince                                        | Ross Corner    | 0,00  | Route 1A – Summerside, Borden-Carleton                         |                                               |
| Prince                                        | Lower Freetown | 3,20  | Route 110 (Mill Road / Cairns Road)                            | Multiplex de 47 m (154 pi)                    |
| Prince                                        | Freetown       | 6,50  | Route 109 sud (Scales Pond Road)                               | Terminus ouest du multiplex avec la Route 109 |
| Prince                                        | Freetown       | 6,80  | Route 109 nord (Kelvin Road)                                   | Terminus est du multiplex avec la Route 109   |
| Limite Prince–Queens                          |                | 12,10 | Route 232 sud (County Line Road)                               | Terminus nord de la Route 232                 |
| Queens                                        | Summerfield    | 13,40 | Route 2 est – Hunter River                                     | Terminus ouest du multiplex avec la Route 2   |
| Queens                                        | Summerfield    | 13,50 | Route 2 ouest – Kensington                                     | Terminus est du multiplex avec la Route 2     |
| Queens                                        | New London     | 21,50 | Route 6 / Route 20 ouest – Cavendish, Kensington, French River | La Route 8 est devient la Route 20 ouest      |
| - Terminus de multiplex - Transition de route |                |       |                                                                |                                               |